# Ucciani
Ucciani (in corso Auccià) è un comune francese di 467 abitanti situato nel dipartimento della Corsica del Sud nella regione della Corsica.

## Società

### Evoluzione demografica
Abitanti censiti

## Infrastrutture e trasporti
Il comune era dotato di una stazione ferroviaria, omonima, posta sulla linea a scartamento metrico Bastia – Ajaccio. Al 2011 risulta essere declassata a fermata facoltativa dei servizi locali CFC della direttrice Bastia – Ajaccio.